# Zell Miller
Zell Bryan Miller (ur. 24 lutego 1932 w Young Harris, zm. 23 marca 2018 tamże) – amerykański polityk ze stanu Georgia. Działacz prawicowego skrzydła Partii Demokratycznej.

## Wczesne lata
Zell Miller urodził się w małej miasteczku Young Harris w Georgii. Studiował historię na stanowym uniwersytecie.
W latach 50. służył w piechocie morskiej, gdzie dosłużył się stopnia sierżanta.

### Rodzina
Miller jest żonaty z Shirley Carver Miller, z którą ma dwóch synów, czworo wnuków i czworo prawnucząt.

## Kariera polityczna

### Pierwsze kroki i drugi urząd w stanie
Jego pierwszym kontaktem z czynną polityką był okres w latach 1959–1960, kiedy był burmistrzem Young Harris. Następnie zasiadał w stanowym senacie. W roku 1964 ubiegał się o miejsce w ogólnokrajowej Izbie Reprezentantów, ale poniósł porażkę w prawyborach. Występował wówczas jako segregacjonista, atakujący administrację prezydenta Lyndona B. Johnsona za zniesienie segregacji rasowej i ułatwienia w głosowaniu ludności kolorowej na południu.
Jego pierwszą funkcją administracyjną był fotel szefa sztabu gubernatora Lestera Maddoxa. W roku zaś 1974 został wybrany wicegubernatorem Georgii. Urząd ten zajmował do roku 1991.

### Gubernator
Gubernatorem został wybrany w roku 1990, pokonując w prawyborach burmistrza Atlanty Andrew Younga i przyszłego następcę na stanowisko szefa władzy wykonawczej stanu Roya Barnesa. Zaś we właściwych wyborach republikanina i, co ciekawsze, późniejszego następcę na fotelu senatora, Johnny’ego Isaksona.
W roku 1992 poparł kandydaturę gubernatora Arkansas Billa Clintona na urząd prezydenta USA. W trakcie kampanii nazwał urzędującego George’a H.W. Busha arystokratą, a o wiceprezydencie Danie Quayle’u powiedział złośliwie: nie wszyscy rodzą się bogaci, przystojni i szczęśliwi, i dlatego właśnie mamy Partię Demokratyczną. Wtedy jeszcze nie był konserwatystą, jakim stał się później.
Podczas swej kadencji gubernatorskiej dał się poznać jako promotor edukacji. W roku 1993 usunął ze stanowej flagi dawne symbole Konfederacji. Jego oponent w wyborach roku 1994, Guy Millner, usiłował wykorzystać tę decyzję przeciwko niemu. Miller wygrał wówczas walkę o drugą kadencję, ale małą różnicą głosów.
Od tego też roku datuje się jego polityczny zwrot na prawo.
Jako gubernator Miller zasłynął też pomysłem, aby każdej matce nowo narodzonego dziecka dawał płytę z muzyką Betthovena, którego jest miłośnikiem.
Opuścił urząd w styczniu 1999 roku, jego następcą został dawny rywal o nominację demokratów Roy Barnes.

### Senator
Po nagłej śmierci republikańskiego senatora Paula Coverdella w lipcu 2000 roku gubernator Barnes mianował Millera jego następcą. Popularny Miller łatwo wygrał przyśpieszone wybory w listopadzie tegoż roku. W senacie Stanów Zjednoczonych zasiadał do dnia 3 stycznia 2005.
Jako senator Miller okazał się bardzo konserwatywny, stojąc często w opozycji wobec polityki swej partii.

#### Poparcie dla Busha
Podczas wyborów roku 2004 Miller sprzeciwił się nominacji swego senackiego kolegi Johna Kerry’ego i otwarcie poparł reelekcję prezydenta George’a W. Busha. Przemawiał nawet na konwencji republikańskiej w Nowym Jorku.
Nie ubiegał się o drugą kadencję.